# Supermarine Walrus
Супермарін Волрес (англ. Supermarine Walrus) — британський одномоторний палубний поплавковий біплан-гідролітак — морський розвідник, розроблений авіаконструктором Р. Мітчеллом для повітряних сил Королівського флоту Британії у 1933 році. Згодом надійшов на озброєння Королівських повітряних сил Великої Британії, Австралії, Нової Зеландії, а також авіації Королівського флоту Нової Зеландії.
Перший літак корабельного базування ВМС Великої Британії з суцільнометалевим фюзеляжем, шасі, що вбирається, і розміщенням екіпажу в закритій кабіні. Початково розроблений для ролі морського розвідника, що запускається за допомогою бортової катапульти з крейсерів і лінкорів, проте «Волрес» використовувався для вирішення різних задач, зокрема в ролі рятувального літака. Попри старомодний вигляд та невисокі льотні характеристики активно використовувався під час Другої світової війни, де зарекомендував себе з найкращого боку.

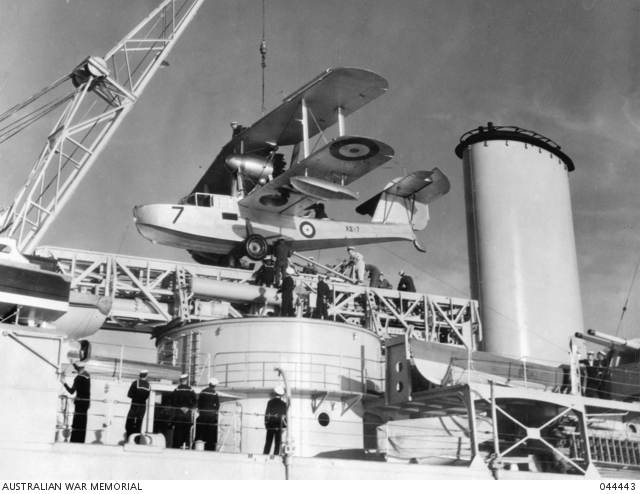
Завантаження «Seagull V» на австралійський легкий крейсер HMAS «Гобарт», 1939

## Історія

### Створення
У середині 1920-х років авіаційна промисловість Об'єднаного Королівства перебувала у надзвичайно скрутному становищі через загальний спад економіки й різке скорочення держзамовлень на будівництво літаків для потреб оборони. Однак, несподівано до компанії «Супермарін» та її головного конструктора Р.Мітчелла звернулись представники австралійських Королівських ПС. До уваги заокеанських замовників стала одна з розробок британської авіаційної компанії — «Сігалл» («Чайка») — невелика амфібія-біплан з дерев'яним фюзеляжем і двигуном з пропелером, що тягне. У 1925 році австралійці замовили шість екземплярів машини під позначенням «Сігалл Mk III», які потім інтенсивно експлуатувалися в інтересах геологічної розвідки і топографії.
Незабаром такими літаками хотіли оснастити бойові кораблі австралійського флоту, але справа ускладнилась тим, що ці біплани не забезпечувались обладнанням для катапультного старту і не мали для цього достатнього запасу міцності. Потрібні були значні переробки, результатом яких став прототип нової модифікації «Сігалл Mk V» з посиленим планером. Основною відмінністю літака від попередника також стала зміна положення двигуна: тепер повітряний гвинт став таким, що штовхає. Через проблеми технічного характеру розробка нового літака, котра стартувала у 1930 році, завершилась тільки у 1933 році.
21 червня 1933 року прототип літака, що отримав позначення N-1, підняв у небо головний випробувач «Віккерса» Джозеф Саммерс. 26 червня машину продемонстрували громадськості та пресі на аерошоу SBAC (англ. Society of British Aircraft Constructors) у Хендоні. Саммерс продемонстрував пілотажні можливості амфібії, виконавши під час показового польоту «мертву петлю».
29 липня 1933 року майбутній «Валрус» відправили в Морський авіаційний експериментальний центр (МАЕЕ) у Філікстоу для офіційних випробувань під егідою Міністерства авіації. У випробуванням взяли участь і представники австралійського флоту, а також для перевірки льотних можливостей при посадці на борт бойових кораблів британський флот виділив лінійний крейсер HMS «Ріпалс» і лінкор HMS «Валіант». Австралійське військово-морське командування всіляко прискорювало процес іспитів на катапульті у Фарнборо, але після успішних запусків та польотів, було цілком задоволено результатами і підготувало перше замовлення на N-2, як пізніше перейменувало дослідний зразок.
У серпні 1934 року уряд Австралії замовив 24 екземпляри машини для свого міністерства авіації, які почали надходити з 1935 року, як Seagull V. Королівський флот Австралії отримав ці літаки на озброєння крейсерів «Австралія», «Канберра», «Сідней», «Перт» та «Гобарт».
Незабаром британське флотське керівництво вирішило терміново вивчити перспективи використання цієї амфібії, що запускалась за допомогою катапульти, в ролі розвідувального літака для власних крейсерів та лінкорів. N-2 тимчасово включили до складу 444-го флайта (бойової ланки) і провели всебічні випробування в «умовах, наближених до бойових». На новій амфібії літало багато стройових льотчиків FAA. Вони дали машині досить високу оцінку. 1 січня 1935 року літак прибув на флотську авіабазу в Лі-он-зе-Солент, звідки на борту лінкора «Нельсон» вирушив у похід до Вест-Індії.
Під час випробувальних польотів виявилась недоробка конструкторів, котра ледь не призвела до фатальних наслідків, а саме — відсутність індикатора положення шасі, що не видно з кабіни екіпажу. В одному з польотів при посадці на воду, пілот забув, що шасі випущене, й спробував приводнитися. В результаті удару о воду літак перекинувся. На борту в цей момент знаходився командувач Флотом Метрополії адмірал Роджер Бекхауз. На щастя, усі на борту відбулися лише легким переляком і купанням у морській воді. N-2 теж постраждав не сильно і після невеликого ремонту знову літав.
4 квітня 1935 року британське міністерство авіації замовило для потреб флоту ще 12 одиниць літаків, яким змінили назву з «Сігалл Mk V» на «Волрес Mk I» («Морж»). 16 березня 1936 року у Вулстоні вперше злетів перший серійний «Волрес» з двигуном Pegasus II M2.
У травні 1936 року була замовлена наступна партія з восьми машин. Потім обсяги почали зростати: третя серія становила вже 28 штук, а четверта, замовлена 10 липня, — 168 одиниць. Коли число замовлених амфібій досягло 277, фірма «Супермарін», що була дуже заклопотана доведенням і підготовкою до серійного виробництва «Спітфайра», змушена була передати оснащення для побудови «Волресів» компанії «Сондерс-Ро», яка розгорнула виробництво на своєму заводі в Коуз на острові Вайт.
2 травня 1940 року стався перший політ нової модифікації літака — «Волреса Mk II».

### Опис
«Волрес» став першим літаком британських Королівських ВМС, що мали повністю закриту кабіну для екіпажу з чотирьох осіб. Фюзеляж — суцільнометалевий човен з алюмінієвого сплаву, з вставками з нержавіючої сталі в кріпленнях для системи катапультування. Дерево не застосовувалось через швидке зношування в тропічних умовах. Крила, стабілізатор і всі керуючі поверхні — змішаної конструкції (лонжерони і несучі нервюри — нержавіюча сталь, решта нервюрів — спрус) із полотняною обшивкою. Крила, що складались, злегка загнуті назад, на нижніх крилах розташовувалися стабілізуючі поплавці. Ширина літака в положенні зберігання — 5,33 метра.
Двигун «Бристоль Пегасус IIM2» — 9-циліндрична «зірка» повітряного охолодження потужністю 625 к. с. на рівні моря — розташовувався всередині коробки крил і закривався спереду металевим обтічником овальної форми, всередині якого знаходився оливний радіатор. Дерев'яний повітряний гвинт «Супермарін» — той, що штовхає, чотирилопатевий, складений з двох дволопатевих гвинтів, які скріплялись перпендикулярно один одному. В гондолі знаходилося електрообладнання і масляний бак, розташований поруч, зі встановленим попереду повітрозабірником. Таким чином охолоджувалося масло, додатковий радіатор був встановлений на правій стороні. Гондола мала кілька люків для обслуговування. Паливо розміщувалося в двох баках верхніх крил.
Шасі — класичного типу. Основні стійки прибиралися за допомогою гідропривода в нижнє крило. Хвостове колесо — в обтічнику, який під час руху по воді виконував роль керма повороту.
На озброєнні морського розвідника було один-два (іноді навіть 3) 7,7-мм (.303-дюймових) кулемети Vickers K: один у передній частині фюзеляжу літака для стрільця, інший в задній частині — на планері. Бомби і глибинні заряди кріпились під нижніми крилами.

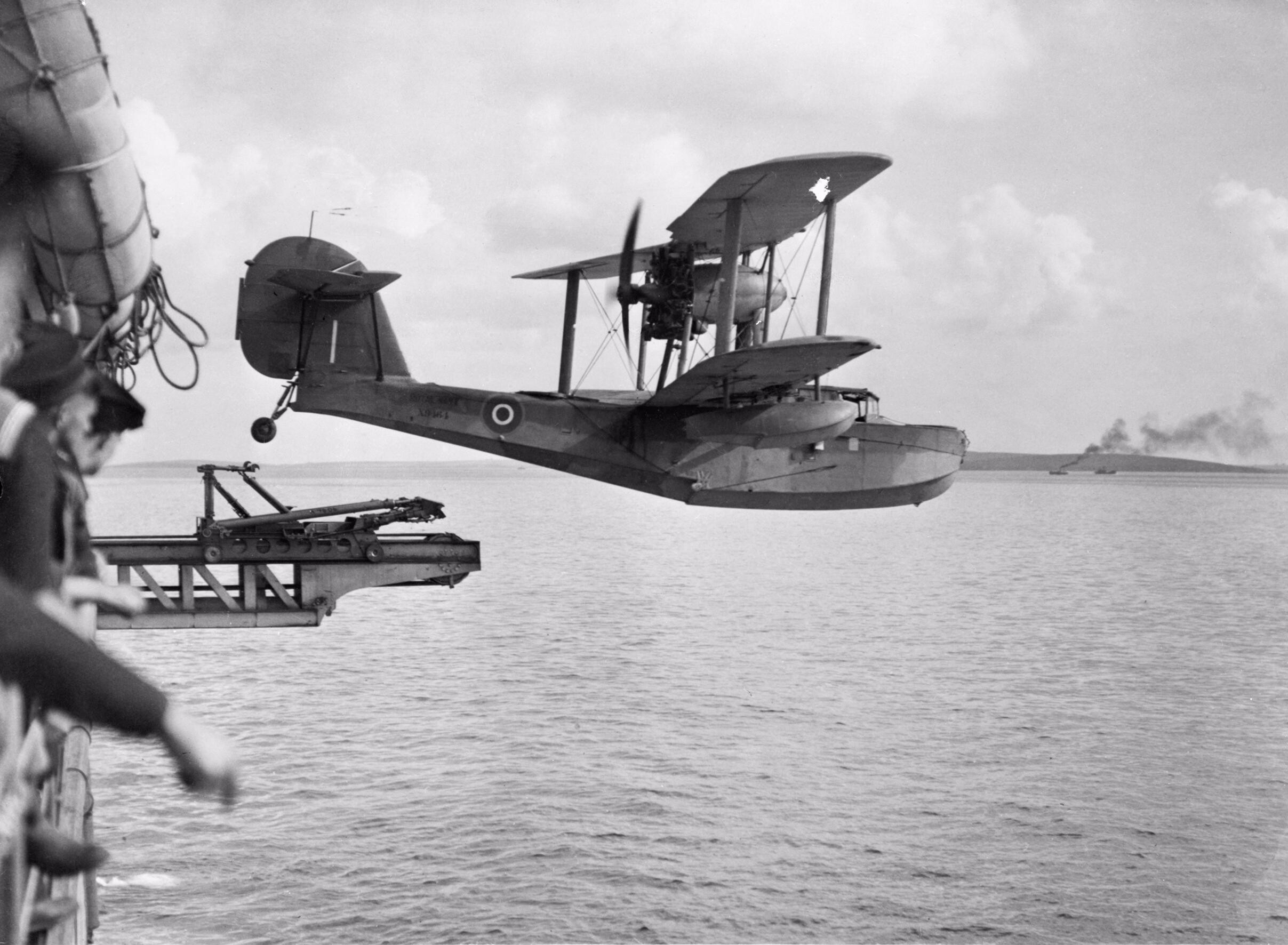
Запуск «Supermarine Walrus» за допомогою катапульти з борту легкого крейсера HMS «Бермуда»

Як будь-який літаючий човен, літак мав при собі морське спорядження, включаючи якір, канати, плавучий якір і гак-кішку.
На борт корабля «Walrus» піднімали за допомогою крана. Устаткування для захоплення знаходилося прямо над двигуном у ящику верхнього крила. Хтось із екіпажу повинен був лізти на верхнє крило та кріпити літак.

### Служба
Британське військово-морське командування розраховувало використовувати новий літак-морський розвідник у широкому спектрі завдань, як оборонного, так і наступального плану. Крім ведення морської розвідки, «Волрес» повинен був вести пошук і знищення підводних човнів і невеликих надводних кораблів і суден противника, а також виконувати пошуково-рятувальні функції в разі необхідності.
За станом на 1 вересня 1939 року амфібії у кількості 162 одиниць базувалися приблизно на трьох десятках лінкорів і крейсерів британського флоту в різних точках планети, а також кораблях Співдружності. На більшості легких крейсері британського флоту та новозеландському «Акіллесі» на озброєнні перебувало по одному «Волресу», у той час, як на найсучасніших легких типу «Таун» (1936) та важких типу «Йорк» і «Каунті» — було по дві одиниці морських розвідників.
З початком бойових дій «Волреси» стали активно залучатися до протичовнового патрулювання біля берегів метрополії й колоній. Однак найбільш значною подією початкового періоду війни для «Supermarine Walrus» стала участь у пошуку в Південній Атлантиці німецького «кишенькового лінкора» «Адмірал Граф Шпее». Пілотам вдалося виявити рейдер, але за цей успіх довелося заплатити: одна амфібія з крейсера «Саффолк» зникла безвісти і ще дві, що знаходилися на борту крейсера «Ексетер», отримали серйозні пошкодження від артилерійського вогню з «Графа Шпее» в морському бою.
9 травня шість «Волресів» відправили на палубі авіаносця «Глорієс» до берегів Норвегії. Ще кілька амфібій доставили до цієї країни на крейсерах «Еффінгем», «Глазго», «Саутгемптон» і «Саффолк». У Норвегії тихохідні і слабоозброєні амфібії активно і досить вдало використовувались у ролі легких нічних бомбардувальників, втративши за час боїв тільки одну машину: Р5702 був знищений при німецькому нальоті на аеродром. Решта без подій повернулися додому на авіаносці «Арк Роял» («Глорієс» був потоплений 8 червня 1940 року німецькими лінкорами «Шарнхорст» і «Гнейзенау»).
Нищівний розгром англо-французьких військ у травневій кампанії завершився сквапною втечею залишків величезної армії з так званого «Дюнкерського котла» на північному заході Франції. У цій трагічній ситуації біплани «Волреси» зіграли колосальну роль в евакуації англо-французьких солдатів з порту Дюнкерк. Завдяки вишколу та самовідданості екіпажів, «Волресам» вдалося врятувати багато людей з потоплених німцями кораблів і суден.
Після капітуляції найсильнішого союзника Британії на континенті — Франції — німці, прагнучи перерізати морські комунікації та задушити Англію в блокаді, розв'язали необмежену підводну війну. У зв'язку з цим на перший план вийшла протичовнова і протикорабельна спеціалізація «Волреса». Німецькі субмарини буквально тероризували союзні конвої в прибережних водах і на основних океанських трасах. «Волреси» поряд з іншими літаками британського флоту в міру можливості намагалися їм завадити. Для забезпечення більшого радіуса дії були влаштовані тимчасові гідроавіабази на островах, що оточують Британські острови. Для тривалого патрулювання великих морських просторів, звичайно, краще підходили великі літаючі човни «Шорт Сандерленд» і американські «Каталіни», але їх поки не було в достатній кількості.
Крім субмарин, британцям сильно заважали невеликі, добре озброєні і швидкохідні німецькі катери, що «полювали» за транспортами на маршрутах каботажного судноплавства. Для боротьби з цим противником наприкінці червня 1940 року один «Волрес» (L2271) оснастили нерухомою курсовою установкою 20-мм автоматичної гармати «Ерлікон» з барабанним харчуванням. При цьому носова турель була знята, так само як і праве пілотське сидіння (на цьому місці розташовувалася казенна частина гармати). Прицілювання і вогонь вів пілот з лівого крісла. Однак випробування установки не дали позитивних результатів і в серію її вводити не стали.
У червні 1940 року, із вступом у війну Італії, для британського судноплавства в Середземному і Червоному морях виникли нові складнощі, чиї флот і авіація склали серйозну загрозу. У захисті транспортних конвоїв посильну участь взяли «Волреси» з ескортних кораблів. З середземноморського боку Суецького каналу амфібії стартували, в числі інших, з катапульт британських крейсерів «Глостер» і «Ліверпуль»; а з боку Червоного моря — з австралійського «Гобарта» і новозеландського «Ліндера».
У Середземномор'ї повторилися труднощі з поверненням гідропланів на бойовий корабель, котрі вперше проявилися в Норвегії. Для підняття «Волрес» на борт крейсера доводилося скидати швидкість і припинити маневрування, що робило його вразливим для ворожих підводних човнів і літаків. З цієї причини в лютому 1941 року пара «Волресов» з крейсера «Шеффілд» після бомбардування італійської військово-морської бази в Генуї змушена була зробити посадку на палубу авіаносця «Арк Роял». У результаті командування вирішило по можливості перевести катапультні ланки на берегові бази. Реорганізація в основному завершилася до кінця 1942 року.
З початку 1941 року одним з найважливіших видів діяльності британського флоту стала протидія німецьким надводним рейдерам, найнебезпечнішим з яких був лінкор «Бісмарк». Головним завданням «Волресов» стало пошук ворожих суден постачання та наведення на цілі своїх бойових кораблів. В актив екіпажів літаючих човнів занесені виявлення транспорту постачання німецьких субмарин «Ессо Гамбург», танкера «Егерланд» (обидва перехоплені крейсером «Лондон») і танкера «Фрідріх Бреме», що обслуговував «Бісмарк» (потоплений крейсером «Шеффілд»). Всі ці події сталися в червні 1941 року.
У жовтні 1941 року «Волрес» W2700 з крейсера «Кеніа» виявив поблизу Гібралтару танкер «Кота Пінанг», що заправляв паливом ворожий підводний човен. Субмарині вдалося вислизнути, але судно було потоплено.
У грудні 1942 року екіпажем амфібії W2709, що діяла з Бейрута, у східній частині Середземного моря був виявлений та потоплений італійський підводний човен «Ондіна».
У 1942 році за ленд-лізом до Росії були поставлені декілька морських розвідників «Волрес», які використовувались у північних широтах Заполяр'я.
Поступово характер війни на морі змінився і потреби мати власні бортові літаки на деяких окремих бойових кораблях вже не стало. По суті, 1942 рік став, завершальним для «Волрес» як бойової машини, хоча на деяких кораблях амфібії продовжували служити до кінця війни. А з липня 1943 року серійне виробництво цих літаків завершилось та до кінця року всі катапульти з кораблів Королівського флоту були демонтовані.
Поступово головним завданням амфібій стало застосування їх у морській повітряно-рятувальній службі (англ. ASR), що організаційно входила до складу Королівських Повітряних сил Великої Британії.
З весни 1943 союзники розгорнули в Європі широкомасштабний «бомбардувальний наступ», маючи за мету знищити економіку Третього Рейху. Денні атаки здійснювали «Літаючі Фортеці» і «Ліберейтор» 8-ї повітряної армії США, нічні удари завдавали «Ланкастери» і «Галіфакс» Королівських ПС. Усі ці чотиримоторні машини мали численні екіпажі (9—10 осіб) та, в разі покидання бомбардувальника над морем або вимушеної посадки пошкодженого літака на воду, для їх порятунку були потрібні значні зусилля пошуково-рятувальної служби. Для вирішення подібних завдань «Волрес», здатний діяти в поганих погодних умовах, при значному хвилюванні моря, підходив ідеально. Спеціалісти рятувальних підрозділів літали на різних літаках, «Спітфайри» і «Дефіанти» використовувались для патрулювання прибережних вод, «Енсони» для скидання невеличких шлюпок, припасів та води, а забирали з води екіпажі постраждалих бомбардувальників та винищувачів безпосередньо «Волреси».
З початку цієї операції, тільки у прибережних водах Англії Supermarine Walrus врятували більше тисячі авіаторів з бомбардувальних і винищувальних частин. По всьому світу їх було в кілька разів більше.
У післявоєнний час Волреси продовжили службу в цивільних та комерційних цілях. Їх використовували для пошуку китів в антарктичних водах з китобійного судна FF Balaena, на якому встановили навіть катапульту, свого часу демонтовану з гідроавіаносця «Пегасус».

## Країни-операториSupermarine Walrus
- Аргентина
  - Військово-морські сили Аргентини
    - Авіація ВМС Аргентини
- Австралія
  - Повітряні сили Австралії
- Канада
  - Королівські військово-повітряні сили Канади
  - Королівський військово-морський флот Канади
- Єгипетське королівство
- Франція
  - Військово-морські сили Франції
    - Авіація ВМС Франції
- Ірландія
  - Повітряний корпус Ірландії
- Нова Зеландія
  - Королівські військово-повітряні сили Нової Зеландії
  - Королівський новозеландський військово-морський флот
- СРСР
  - Авіація ВМС СРСР
- Туреччина
  - Повітряні сили Туреччини
- Велика Британія
  - Королівські ПС Великої Британії
  - Повітряні сили флоту Великої Британії

## Тактико-технічні характеристики (Walrus Mk.II)
Дані з Consice Guide to British Aircraft of World War II

### Технічні характеристики
- Екіпаж: 4 особи
- Довжина: 11,35 м
- Висота: 4,65 м
- Розмах крил: 13,97 м
- Площа крил: 56,67 м²
- Ширина в складеному положенні: 5,46 м
- Маса порожнього: 2223 кг
- Максимальна злітна маса: 3266 кг
- Двигун: Bristol Pegasus VI
- Потужність: 775 к. с. (578 кВт.)

### Льотні характеристики
- Максимальна швидкість: 217 км/год (на висоті 1450 м.)
- Крейсерська швидкість: 153 км/год (на висоті 1065 м.)
- Практична стеля: 5640 м.
- Дальність польоту: 965 км

### Озброєння
- Стрілецьке:
  - 1 × 7,7-мм кулемет в носі літака
  - 1-2 × 7,7-мм кулемети на непостійних опорах в верхній позиції
- Бомбове:
  - до 345 кг бомб

## Відео
- Supermarine Walrus in Action [Архівовано 1 жовтня 2016 у Wayback Machine.]